# Mike fC
Mike fC o Mike from Campo, pseudonimo di Michele Ferroni (Genova, 21 febbraio 1989), è un cantautore, rapper e tecnico del suono italiano.

## Biografia

### Infanzia, primi anni e studi
Nato a Genova, ma cresciuto a Campomorone, inizia lo studio del pianoforte a nove anni per poi interromperlo a tredici, dedicandosi alla produzione dei primi testi rap.
Il padre, Antonello Ferroni, è nato a Carbonia in Sardegna, ma ha origini marchigiane; la madre, Franca Parodi, è di Ceranesi.
Nel 2003 realizza con un amico la sua prima canzone. Due anni dopo registra il suo primo album amatoriale dal titolo Enjoy, seguito l’anno successivo da Lasciateci sognare.
Studia presso il liceo scientifico E. Fermi di Genova Sampierdarena. Ottenuto il diploma, frequenta il corso di laurea triennale in ingegneria delle telecomunicazioni presso l’Università degli Studi di Genova e prosegue il percorso di formazione con la specializzazione in ingegneria del suono e della musica presso il Politecnico di Milano, Polo territoriale di Como, dove si laurea nel 2015.
Conclusa l’esperienza universitaria decide di dedicarsi a tempo pieno alla musica.

### Con i Mad Boys (dal 2009)
Nel 2009 incontra Simo X (Simone Marcenaro) che apprezza i suoi primi lavori musicali. Insieme a lui e Felix (Elisa Solinas) scrive Lasciati guidare da lei. Successivamente con l’appoggio di Gallu (Andrea Galluzzo), i quattro riformano la Mad Boys Crew, nota crew di Bolzaneto degli anni '90. Poco dopo si aggiungono alla crew anche Claudio (Claudio Piras), AleMan (Alessandro Marcenaro) e Andrews Right (Andreas Giusto). Nel 2011 pubblicano il disco dal titolo Su questa strada, interamente registrato nel loro neonato studio: il Mad.
Grazie a questo album, divenuto popolare in Valpolcevera, la crew inizia a esibirsi in giro per Genova, entrando a far parte della scena hip hop del capoluogo. Dopo il disco la crew rimane unita, ma i componenti intraprendono anche progetti da solisti.
Nel luglio del 2011 Claudio perde la vita in un incidente stradale. Un duro colpo per tutti i Mad. Claudio era per Mike un maestro nel rap e nella vita. Il suo disco postumo Claudio for life, prodotto interamente da Andrews Right, può essere ascoltato su Youtube.

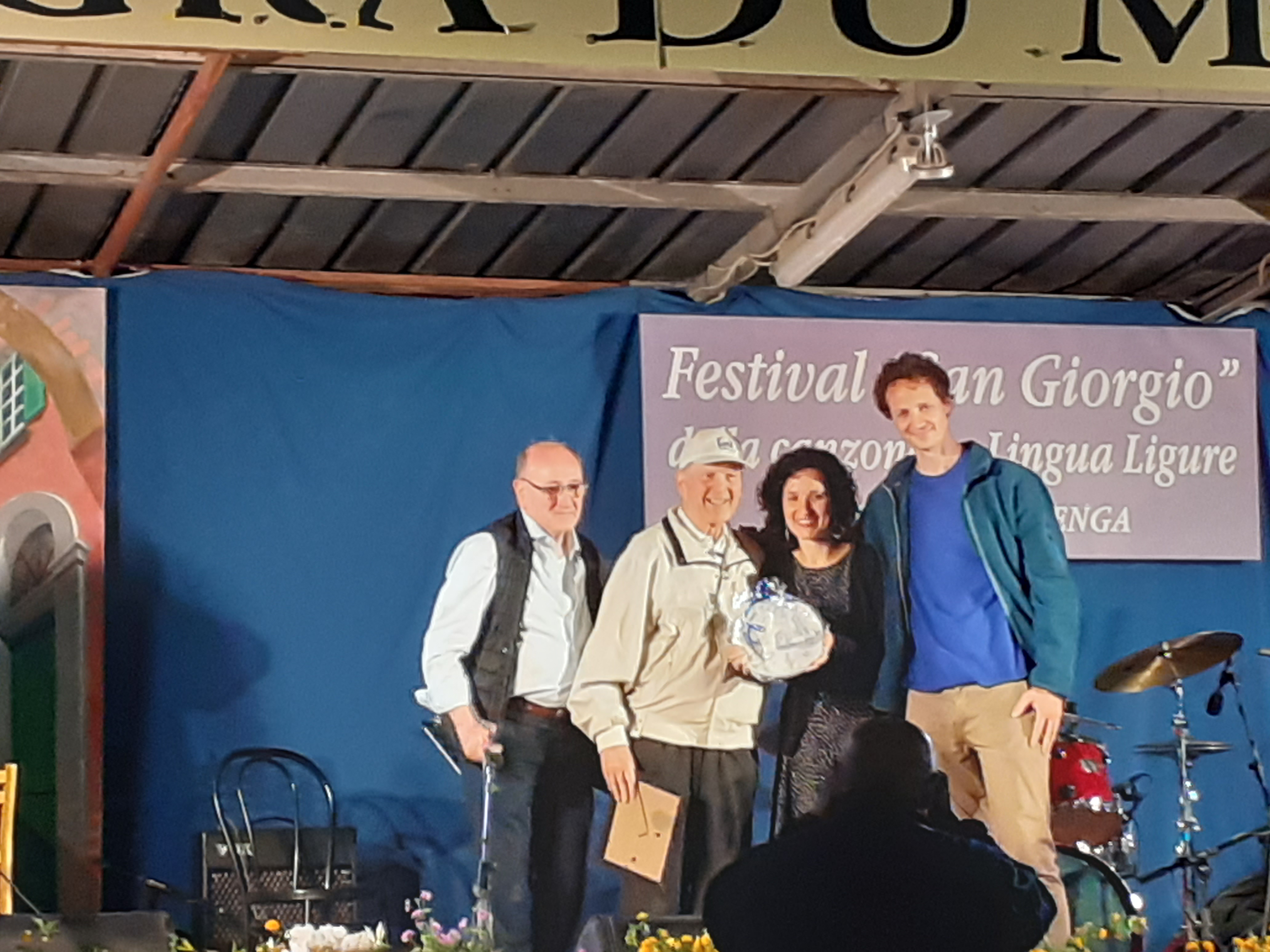
Mike fC (a destra) premiato al Festival San Giorgio nel 2022

### Il rap in genovese (dal 2011)
Un aspetto peculiare di Mike fC consiste nella scrittura di brani anche in lingua ligure, ma attraverso l’utilizzo di generi musicali come il rap, la trap e l’R&B.
Nel 2011 scrive Zena, la sua prima canzone rap interamente in lingua ligure. Il video musicale su Youtube ottiene un buon riscontro e Mike, che in quel periodo pativa gli studi in ingegneria, ritrova l'entusiasmo per continuare a fare musica, con nuove idee ed energie.

### Il periodo a Como eDove vai(2013-2015)
Nel 2013, dopo aver completato gli studi per la laurea triennale, si trasferisce a Como per frequentare il corso di “Sound and music engineering” presso il Politecnico di Milano.
In questi anni porta a termine vari progetti musicali, realizzando con i Mad Boys e gli UBR il Madness Ep, con Erika la canzone Voglia d’estate, da solo Chiedersi perché, canzone relativa ai lavori per il Terzo Valico dei Giovi.
A Como scrive Inte 'n abrasso, il cui video, che mostra alcuni degli scorci liguri più suggestivi, ottiene un ottimo riscontro, soprattutto su Youtube, Facebook e Whatsapp.
Nel giugno del 2014 esce Dove vai, disco da solista contenente tutte le canzoni di quel periodo. L’album è composto da 15 tracce tutte registrate, prodotte e mixate da Mike presso il Mad Studio.
Nel luglio 2015 ottiene la laurea magistrale e torna a Genova.

### Il ritorno in Liguria e i progetti singoli (2015-2017)
Rientrato in Liguria, si dedica alla musica lavorando come cantautore e ingegnere del suono.
Nel febbraio del 2017 partecipa al 16º Festival San Giorgio della canzone in lingua ligure, ricevendo il premio "Elmo Bazzano" e il premio come miglior solista con il brano T'ê speciale.
Successivamente pubblica Splenderà, in collaborazione con Oriana Langella, Luxe inti euggi, brano trap in lingua ligure, e Coae de cantâ in collaborazione con I Trilli.
In piena estate è la volta di Tòu li, canzone spensierata con un mix di sonorità dance, folk, pop e rap, realizzata con i Demueluin, che diventa un tormentone estivo e non solo. Vengono poi pubblicate In un abbraccio, versione riadattata e riarrangiata in italiano di Inte 'n abrasso, e Sfioreremo le stelle in collaborazione con EuGian.

### Fermâ o tenpoeDiario d’Alta Via(2018)
Nel febbraio del 2018 partecipa nuovamente al Festival della Canzone in lingua ligure con Fermâ o tenpo. Il brano, che ricorda alcuni avvenimenti del periodo della seconda guerra mondiale per la popolazione ligure, riceve il premio miglior testo e il primo premio nella categoria solisti. Pochi giorni prima del 25 aprile, il video della canzone è pubblicato su Youtube.
Il 6 dicembre 2018 pubblica su Youtube Diario d'Alta Via, viaggio-documentario sull'Alta Via dei Monti Liguri nel quale Mike fC percorre l’intero tragitto a piedi in solitaria. Non potendo portare con sé molta attrezzatura video e non avendo sponsor, il progetto viene realizzato a basso costo, interamente filmato e montato dall'autore; proprio queste caratteristiche lo rendono vero e vicino allo spettatore, attraverso la spontaneità con cui è raccontato.

### Luxe inti euggi(2019-presente)
Il 25 maggio 2019 pubblica Luxe inti euggi, il suo primo album interamente in lingua ligure. Il progetto contiene sia alcune canzoni già pubblicate, in parte riarrangiate, remixate e corrette, sia brani inediti. I generi musicali spaziano dalla trap, al pop, al reggae fino ad arrivare a ritmi afro e latini, passando attraverso brani più cantautoriali. Il disco contiene importanti collaborazioni con artisti del panorama musicale genovese, come Lord Jaan, Maz Vilander, Chiara Franzi, I Trilli e I Demueluin.
Il Luxe inti euggi tour attraversa la Liguria con numerosi concerti e culmina con la prima edizione del Ghe semmo festival, tenutosi a Campomorone il 27 settembre 2019 e trasmesso in diretta da Primocanale, per una puntata speciale di Liguria ancheu, che ha visto la partecipazione di artisti come I Giovani Canterini di Sant'Olcese, i Grandi e Fanti, i Mandillä, U Carbun & De Januaicans, Vladi de I Trilli, Maz Vilander & Makadam Zena, Andrea Facco e Mkg "U cantautupittu" e i Demueluin.

## Discografia
Album in studio
- 2011 – Su questa strada (con i Mad Boys)
- 2014 – Dove vai
- 2019 – Luxe inti euggi